# Sparkassen Open
O Sparkassen Open, conhecido como Nord/LB Open até 2010, é um torneio de tênis realizado anualmente desde 1994 em Braunschweig, na Alemanha. É um torneio que faz parte da série ATP Challenger Tour.
Em 2005, 2014, 2015, e 2016 o torneio recebeu o prêmio ATP Challenger of the Year da Association de Tenistas Profissionais.

## Edições

### Simples
| Ano  | Campeão             | Finalista              | Placar             | Ref.          |
| ---- | ------------------- | ---------------------- | ------------------ | ------------- |
| 2021 | Daniel Altmaier     | Henri Laaksonen        | 6–1, 6–2           | [ 3 ]         |
| 2020 | Não realizado       | Não realizado          | Não realizado      | Não realizado |
| 2019 | Thiago Monteiro     | Tobias Kamke           | 7–6(8–6), 6–1      |               |
| 2018 | Yannick Hanfmann    | Jozef Kovalík          | 6–2, 3–6, 6–3      |               |
| 2017 | Nicola Kuhn         | Viktor Galović         | 2–6, 7–5, 4–2 ret. |               |
| 2016 | Thomaz Bellucci (2) | Íñigo Cervantes        | 6–1, 1–6, 6–3      |               |
| 2015 | Filip Krajinović    | Paul-Henri Mathieu     | 6–2, 6–4           |               |
| 2014 | Alexander Zverev    | Paul-Henri Mathieu     | 1–6, 6–1, 6–4      |               |
| 2013 | Florian Mayer       | Jiří Veselý            | 4–6, 6–2, 6–1      |               |
| 2012 | Thomaz Bellucci     | Tobias Kamke           | 7–6(7–4), 6–3      |               |
| 2011 | Lukáš Rosol         | Evgeny Donskoy         | 7–5, 7–6(7–2)      |               |
| 2010 | Mikhail Kukushkin   | Marcos Daniel          | 6–2, 3–0, ret.     |               |
| 2009 | Óscar Hernández (3) | Teymuraz Gabashvili    | 6–1, 3–6, 6–4      |               |
| 2008 | Nicolas Devilder    | Sergio Roitman         | 6–4, 6–4           |               |
| 2007 | Óscar Hernández (2) | Florian Mayer          | 6–2, 1–6, 6–1      |               |
| 2006 | Jan Hájek           | Fernando Vicente       | 6–1, 6–3           |               |
| 2005 | Óscar Hernández     | Nicolás Lapentti       | 6–3, 6–3           |               |
| 2004 | Tomáš Berdych       | Daniel Elsner          | 4–6, 6–1, 6–4      |               |
| 2003 | Werner Eschauer     | Igor Andreev           | 6–1, 7–6(2)        |               |
| 2002 | David Sánchez       | José Acasuso           | 5–1 ret.           |               |
| 2001 | Andrea Gaudenzi     | Younes El Aynaoui      | 3–6, 7–6(5), 6–4   |               |
| 2000 | Gastón Gaudio       | Franco Squillari       | 6–4, 6–7(2), 6–4   |               |
| 1999 | Jens Knippschild    | Franco Squillari       | 7–5, 7–6(6)        |               |
| 1998 | Franco Squillari    | Lucas Arnold Ker       | 6–2, 4–6, 6–1      |               |
| 1997 | Francisco Roig      | Félix Mantilla Botella | 6–2, 2–6, 6–2      |               |
| 1996 | Alberto Berasategui | Jozsef Krocsko         | 6–2, 6–2           |               |
| 1995 | Magnus Gustafsson   | Stefano Pescosolido    | 4–6, 6–0, 7–6()    |               |
| 1994 | Gilbert Schaller    | Javier Sánchez         | 6–4, 3–6, 6–3      |               |

### Duplas
| Ano  | Campeões                                  | Finalistas                            | Placar                | Ref.          |
| ---- | ----------------------------------------- | ------------------------------------- | --------------------- | ------------- |
| 2021 | Szymon Walkow Jan Zielinski               | Ivan Sabanov Matej Sabanov            | 6–4, 4–6, [10–4]      | [ 4 ]         |
| 2020 | Não realizado                             | Não realizado                         | Não realizado         | Não realizado |
| 2019 | Simone Bolelli Guillermo Durán            | Nathaniel Lammons Antonio Šančić      | 6–3, 6–2              |               |
| 2018 | Santiago González Wesley Koolhof          | Sriram Balaji Vishnu Vardhan          | 6–3, 6–3              |               |
| 2017 | Julian Knowle Igor Zelenay (2)            | Kevin Krawietz Gero Kretschmer        | 6–3, 7–6(7–3)         |               |
| 2016 | James Cerretani Philipp Oswald            | Mateusz Kowalczyk Antonio Šančić      | 4–6, 7–6(7–5), [10–2] |               |
| 2015 | Sergey Betov Michail Elgin                | Damir Džumhur Franko Škugor           | 3–6, 6–1, [10–5]      |               |
| 2014 | Andreas Siljeström (2) Igor Zelenay       | Rameez Junaid Michal Mertiňák         | 7–5, 6–4              |               |
| 2013 | Tomasz Bednarek (2) Mateusz Kowalczyk (2) | Andreas Siljeström Igor Zelenay       | 6–2, 7–6(7–4)         |               |
| 2012 | Tomasz Bednarek Mateusz Kowalczyk         | Harri Heliövaara Denys Molchanov      | 7–5, 6–7(1–7), [10–8] |               |
| 2011 | Martin Emmrich Andreas Siljeström         | Olivier Charroin Stéphane Robert      | 0–6, 6–4, [10–7]      |               |
| 2010 | Leonardo Tavares Simone Vagnozzi          | Igor Kunitsyn Yuri Schukin            | 7–5, 7–6(4)           |               |
| 2009 | Johan Brunström Jean-Julien Rojer         | Brian Dabul Nicolás Massú             | 7–6(2), 6–4           |               |
| 2008 | Marco Crugnola Óscar Hernández            | Werner Eschauer Philipp Oswald        | 7–6(4), 6–2           |               |
| 2007 | Tomas Behrend (3) Christopher Kas (2)     | Óscar Hernández Carles Poch-Gradin    | 6–0, 6–2              |               |
| 2006 | Tomas Behrend (2) Christopher Kas         | Máximo González Sergio Roitman        | 7–6(5), 6–4           |               |
| 2005 | Enzo Artoni Álex López Morón              | Massimo Bertolini Tom Vanhoudt        | 5–7, 6–4, 7–6(12)     |               |
| 2004 | Tomas Behrend Emilio Benfele Álvarez      | Jaroslav Levinský David Škoch         | 6–2, 6–7(3), 7–6(10)  |               |
| 2003 | Sebastián Prieto Jim Thomas               | Juan-Ignacio Carrasco Albert Montañés | 4–6, 6–1, 6–4         |               |
| 2002 | Mariano Hood Luis Horna                   | František Čermák Petr Luxa            | 3–6, 6–3, 6–1         |               |
| 2001 | Karsten Braasch Jens Knippschild (3)      | Feliciano López Francisco Roig        | 6–1, 6–1              |               |
| 2000 | Jens Knippschild (2) Jeff Tarango         | Álex López Morón Albert Portas        | 6–2, 6–2              |               |
| 1999 | Albert Portas Germán Puentes-Alcañiz      | Tomás Carbonell Nebojsa Djordjevic    | 6–4, 6–7(3), 6–3      |               |
| 1998 | Tomás Carbonell Francisco Roig            | Juan Balcells Emanuel Couto           | 6–2, 7–6              |               |
| 1997 | Brandon Coupe Paul Rosner                 | Nebojsa Djordjevic Óscar Ortiz        | 6–4, 6–3              |               |
| 1996 | Karsten Braasch Jens Knippschild          | Cristian Brandi Filippo Messori       | 6–3, 6–4              |               |
| 1995 | Nicklas Kulti Mikael Tillström            | Bill Behrens Brendan Curry            | 7–6, 6–4              |               |
| 1994 | Horacio de la Peña Emilio Sánchez Vicario | Gábor Köves László Markovits          | 6–4, 7–6              |               |